# Пођофјорито
Пођофјорито (итал. Poggiofiorito) је насеље у Италији у округу Кјети, региону Абруцо.
Према процени из 2011. у насељу је живело 687 становника. Насеље се налази на надморској висини од 298 м.

## Становништво
Према резултатима пописа становништва 2011. у општини је живело 943 становника.
| 1931. | 1936. | 1951. | 1961. | 1971. | 1981. | 1991. | 2001. | 2011. |
| ----- | ----- | ----- | ----- | ----- | ----- | ----- | ----- | ----- |
| 1.492 | 1.463 | 1.384 | 1.210 | 1.027 | 955   | 1.028 | 951   | 943   |